# Ascotis fasciata
Ascotis fasciata är en fjärilsart som beskrevs av W. Warren 1897. Ascotis fasciata ingår i släktet Ascotis och familjen mätare. Inga underarter finns listade i Catalogue of Life.